# Đệ Tam Đại Hàn Dân Quốc
Đệ tam Đại Hàn Dân quốc là chính phủ của Đại Hàn Dân quốc từ tháng 12 năm 1963 đến tháng 11/1972.
Nền cộng hòa thứ ba được thành lập dựa trên sự giải thể của Hội đồng Tối cao Tái thiết Quốc gia đã lật đổ Cộng hòa thứ hai và thành lập một chính phủ quân sự vào tháng 5 năm 1961. Park Chung-hee, Chủ tịch Hội đồng Tối cao, được bầu làm Tổng thống Hàn Quốc trong cuộc bầu cử tổng thống năm 1963. Cộng hòa thứ ba được trình bày như một sự trở lại với chính phủ dân sự dưới Quốc hội, nhưng trên thực tế là một chế độ độc tài dưới thời Park, các thành viên Hội đồng tối cao và Đảng Cộng hòa Dân chủ. Cộng hòa thứ ba ưu tiên phát triển kinh tế, chống cộng, và tăng cường quan hệ với Hoa Kỳ và Nhật Bản. Park đã được bầu lại trong cuộc bầu cử tổng thống năm 1967 và Quốc hội buộc phải thông qua sửa đổi hiến pháp để cho phép ông tìm kiếm một nhiệm kỳ thứ ba, và được bầu lại trong cuộc bầu cử tổng thống năm 1971. Park tuyên bố tình trạng khẩn cấp vào tháng 12 năm 1971 và công bố kế hoạch thống nhất Triều Tiên trong một hiệp ước chung với Triều Tiên vào tháng 7 năm1972. Park ra mắt "Kế hoạch Phục hồi Tháng Mười" tháng 10 năm 1972, tuyên bố thiết quân luật, giải tán Quốc hội và công bố kế hoạch cho một hiến pháp mới. Nền cộng hòa thứ ba đã bị giải thể khi phê chuẩn Hiến pháp Yusin trong cuộc trưng cầu dân ý hiến pháp tháng 11/1972 và được thay thế bằng Đệ tứ Cộng hòa Đại Hàn Dân quốc

## Lịch sử

### Bối cảnh
Vào tháng 5 năm 1961, Hội đồng Tái thiết Quốc gia Tối cao đã lật đổ nền cộng hòa thứ hai của Hàn Quốc trong cuộc đảo chính ngày 16 tháng 5, do Thiếu tướng Park Chung-hee lãnh đạo, để đáp lại sự bất lực của chính phủ sau khi lật đổ Đệ nhất Cộng hòa Đại Hàn Dân quốc của Tổng thống Syngman Rhee trong Cách mạng Tháng Tư. Hội đồng tối cao đã thành lập một chính quyền quân sự do Tướng Chang Do-yong đứng đầu và những người ủng hộ cuộc đảo chính ngày 16 tháng 5 của Quân đội Hàn Quốc, với niềm hy vọng là sẽ khởi động sự phát triển kinh tế của Hàn Quốc đã bị bỏ qua trong mười hai năm dưới thời Đệ nhất Cộng hòa, và xóa bỏ cái được gọi là " quý tộc giải phóng" - giai cấp thống trị của các chính trị gia bảo thủ tham gia vào phong trào độc lập của Hàn Quốc. Các cuộc đấu tranh quyền lực trong Hội đồng tối cao cho phép Park thiết kế việc chuyển giao quyền lực dần dần từ Chang sang chính mình. Vào tháng 7, Park chính thức thay thế Chang làm Chủ tịch. Hội đồng Tối cao đã đình chỉ Quốc hội, củng cố lập trường chống cộng của Hàn Quốc và thực hiện một số cải cách định hướng kinh tế để giúp công nghiệp hóa và phát triển đất nước, bao gồm Kế hoạch 5 năm đầu tiên.
Chính phủ quân sự của Hội đồng Tối cao đã gặp phải sự từ chối ngay lập tức từ đồng minh chính của Hàn Quốc, Hoa Kỳ và những nỗ lực ban đầu của Park để xoa dịu người Mỹ đã bị coi thường. Đến năm 1962, Tổng thống Hoa Kỳ John F. Kennedy và chính quyền của ông bắt đầu gây sức ép buộc Park phải khôi phục nền dân chủ và cai trị dân sự ở Hàn Quốc. Vào ngày 2 tháng 12 năm 1962, một cuộc trưng cầu dân ý đã được tổ chức khi trở lại một hệ thống cai trị của tổng thống, được cho là đã được thông qua với đa số 78%. Đáp lại, Park cuối cùng đã thoái vị khỏi vị trí quân sự của mình để đủ tư cách tranh cử dân sự trong cuộc bầu cử tổng thống sắp tới, mặc dù ông và các nhà lãnh đạo quân sự khác cam kết không ra tranh cử. Park đã giành chiến thắng trong cuộc bầu cử tổng thống vào tháng 10 năm 1963 và thay thế Yun Posun làm Tổng thống Hàn Quốc.

### Thành lập
Nền cộng hòa thứ ba của Hàn Quốc được khánh thành vào ngày 17 tháng 12 năm 1963, chính thức giải tán Hội đồng tối cao và chấm dứt khoảng trống hiến pháp ba năm. Cộng hòa thứ ba được trình bày như một sự trở lại với chính phủ dân sự tự do dân chủ dưới Quốc hội, và một hệ thống tổng thống mạnh mẽ mới với Thủ tướng là vị trí điều hành cao thứ hai dưới thời Tổng thống. Về lý thuyết, Tổng thống Park Chung-hee và Đảng Dân chủ Cộng hòa của ông đã điều hành Nhà nước thông qua đa số ghế được bầu cử dân chủ trong Quốc hội.
Vào tháng 5 năm 1967, Park được bầu lại làm Tổng thống trong cuộc bầu cử tổng thống năm 1967, đánh bại Yun Bo-seon của Đảng Dân chủ đối lập với 51,4% phiếu bầu. Hiến pháp Hàn Quốc đã giới hạn Tổng thống trong hai nhiệm kỳ bốn năm, có nghĩa là Park không đủ điều kiện để tái tranh cử vào năm 1971 khi kết thúc nhiệm kỳ. Tuy nhiên, vào năm 1969, Quốc hội do Đảng Cộng hòa Dân chủ thống trị buộc phải thông qua một sửa đổi hiến pháp để cho phép ông tìm kiếm một nhiệm kỳ thứ ba. Park đã tham gia cuộc bầu cử tổng thống tháng 5 năm 1971 và đánh bại đối thủ mới của Đảng Dân chủ Kim Dae-jung với 53,2% phiếu bầu.
Vào tháng 12 năm 1971, Park tuyên bố tình trạng khẩn cấp "dựa trên thực tế nguy hiểm của tình hình quốc tế". Vào ngày 4 tháng 7 năm 1972, Park Chung-hee đã cùng với lãnh đạo Bắc Hàn Kim Il-sung ban hành Tuyên bố chung Triều Tiên ngày 4 tháng 7, đồng ý cam kết ba nguyên tắc thống nhất Triều Tiên là độc lập, hòa bình và thống nhất toàn 2 miền đất nước Triều Tiên.

### Giải tán
Vào ngày 10 tháng 10 năm 1972, Park đã phát động một cuộc tự đảo chính gọi là Phục hồi Tháng Mười, giải tán Quốc hội, đình chỉ hiến pháp và tuyên bố thiết quân luật trên toàn quốc. Các trường đại học đã bị đóng cửa, các phương tiện truyền thông như báo chí, đài phát thanh và truyền hình phải chịu sự kiểm duyệt gia tăng, và lời nói bị hạn chế đáng kể. Park ủy thác công việc về một hiến pháp hoàn toàn mới, được hoàn thành vào ngày 27 tháng 10 bởi Hội đồng Nhà nước khẩn cấp. Hiến pháp mới, được gọi là Hiến pháp Yushin, có tính độc đoán và độc đoán cao trong thiết kế, thiếu các điều khoản liên quan đến giới hạn nhiệm kỳ tổng thống và bầu cử được kéo dài đến sáu năm một lần - về cơ bản đảm bảo chức vụ tổng thống cho Park Chung-Hee.
Vào ngày 21 tháng 11 năm 1973, Hiến pháp Yushin đã được phê chuẩn trong cuộc trưng cầu dân ý về hiến pháp của Hàn Quốc năm 1972 với 92,3% phiếu bầu và có hiệu lực, giải thể nền cộng hòa thứ ba và thành lập Đệ tứ Cộng hòa Đại Hàn Dân quốc.

## Kinh tế

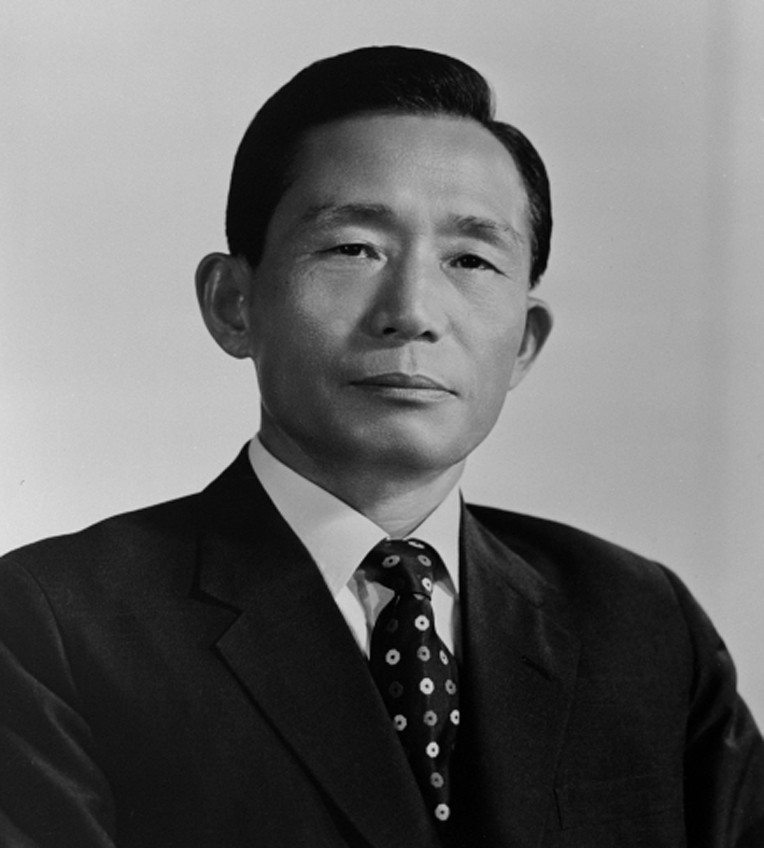
Park Chung-hee là Tổng thống của nền Cộng hòa thứ ba từ năm 1963-1972

Dưới thời Đệ Tam Cộng hòa, nền kinh tế của Hàn Quốc đã thực sự phát triển nhanh chóng. Chính phủ Hàn Quốc đã sử dụng dòng viện trợ nước ngoài từ Nhật Bản và Hoa Kỳ để cung cấp các khoản vay cho các doanh nghiệp xuất khẩu không có lãi, đồng thời hỗ trợ tài chính cho các dự án công nghiệp, như xây dựng nhà máy thép POSCO. Thời Đệ Tam Cộng hòa đã chứng kiến việc xây dựng cơ sở hạ tầng lớn đầu tiên ở miền nam Triều Tiên kể từ thời thuộc địa Nhật Bản, với nhiều con đường, đường sắt và sân bay mới được xây dựng trên khắp đất nước.
Đệ Tam Cộng hòa cũng chứng kiến sự tăng trưởng lớn đầu tiên của chaebol, các tập đoàn công nghiệp lớn ở Hàn Quốc được điều hành và kiểm soát bởi một chủ sở hữu hoặc gia đình. Khi Hội đồng Tối cao lên nắm quyền vào năm 1961, họ đã hứa sẽ giải quyết nạn tham nhũng trong thế giới kinh doanh đã gây khó khăn cho Đệ nhất Cộng hòa, và điều này được tiếp tục bởi chính phủ mới. Tuy nhiên, mặc dù một số nhà công nghiệp hàng đầu bị bắt và bị buộc tội tham nhũng, chính phủ mới nhận ra rằng họ sẽ cần sự giúp đỡ của các doanh nhân nếu kế hoạch hiện đại hóa đầy tham vọng của chính phủ được thực hiện. Một thỏa hiệp đã đạt được, theo đó nhiều lãnh đạo công ty bị cáo đã nộp tiền phạt cho chính phủ. Sau đó, đã có sự hợp tác ngày càng tăng giữa các nhà lãnh đạo doanh nghiệp và chính phủ trong việc hiện đại hóa nền kinh tế.
Sự bùng nổ kinh tế của Hàn Quốc xuất phát từ chi phí hạn chế nghiêm trọng đối với quyền của người lao động và các phong trào lao động nảy sinh trong quá trình công nghiệp hóa để bảo đảm sự bảo vệ lớn hơn cho người lao động đã bị chính phủ Cộng hòa thứ ba đàn áp tích cực.
Cộng hòa thứ ba tiếp tục chương trình với chính phủ Tây Đức tuyển dụng y tá và thợ mỏ Hàn Quốc làm Gastarbeiter, bắt đầu trong những tháng cuối cùng của Hội đồng tối cao. Các chi phí chủ yếu được thanh toán bởi chính phủ Hàn Quốc, chỉ với tiền lương của họ và một số dịch vụ ngôn ngữ được trả bởi chủ lao động Tây Đức của họ. Người Hàn Quốc ở Đức đã có thể chuyển một khoản tiền lớn cho Hàn Quốc vì tiền lương của họ, cao hơn nhiều so với ở quê nhà, vượt quá nhiều chi phí sinh hoạt được trợ cấp. Gastarbeiter Hàn Quốc đã được tranh luận là một nguyên nhân chính của tăng trưởng kinh tế nhanh chóng của Hàn Quốc vào cuối thế kỷ 20.
Năm 1970, Saemaul Undong (Phong trào cộng đồng mới) đã được giới thiệu nhằm mục đích hiện đại hóa nông thôn và nền kinh tế của họ, để đáp ứng sự chênh lệch giàu nghèo ngày càng tăng với các khu vực đô thị giàu có hơn. Saemaul Undong khuyến khích chủ nghĩa cộng sản và chính phủ đã cung cấp tài liệu miễn phí cho người dân địa phương để tự phát triển một số cơ sở hạ tầng, thay vì phụ thuộc hoàn toàn vào cơ sở hạ tầng do chính phủ xây dựng. Chính phủ cũng cung cấp điện và nước sinh hoạt cho nông dân, xây dựng đường sá, và thay thế mái tranh với thiếc mái. Được biết, Park không thể chịu được cảnh mái tranh trên nhà của nông dân, cảnh tượng mà ông cho là dấu hiệu của sự lạc hậu của đất nước Hàn Quốc, và sự thay thế của họ phản ánh nỗi ám ảnh cá nhân thay vì sự cần thiết thực tế. Tranh cãi, phong trào Saemaul Undong đã tích cực đẩy một loại hình tượng về phía " mê tín " ở nông thôn Hàn Quốc, khiến nhiều học viên của pháp sư Hàn Quốc bị quấy rối và truyền thống hàng thế kỷ của Hàn Quốc bị phá hủy.

## Giáo dục
Cộng hòa thứ ba đã đưa ra một số cải cách cho hệ thống giáo dục của Hàn Quốc. Năm 1968, các kỳ thi tuyển sinh vào các trường trung học đã bị bãi bỏ, đặt tất cả các trường trung học ngang bằng nhau. Cũng trong năm 1968, một Điều lệ của Giáo dục Quốc gia đã được thông qua, nhấn mạnh chủ nghĩa dân tộc và chống cộng trong giáo dục. Hiến chương nêu ra bốn mục tiêu cho giáo dục: hồi sinh quốc gia, tạo ra các cá nhân tự lực, ban hành một hình ảnh hợp tác mới của quốc gia, và ủng hộ chống cộng.
Chính phủ Cộng hòa thứ ba đã tìm cách giảm hoạt động chính trị trong số các sinh viên đại học đã hạ bệ Đệ nhất Cộng hòa, và lên kế hoạch phá vỡ hoạt động này bằng cách tăng cạnh tranh học thuật. Chính phủ cho phép các trường đại học và cao đẳng tuyển dụng tới 130% chỉ tiêu tốt nghiệp của họ, để các nhà hoạt động sinh viên sẽ bị buộc phải cạnh tranh với nhau để tốt nghiệp. Tuy nhiên, hoạt động của sinh viên vẫn tiếp tục ở mức cao nhưng giảm bất chấp các biện pháp này.

## Quan hệ quốc tế

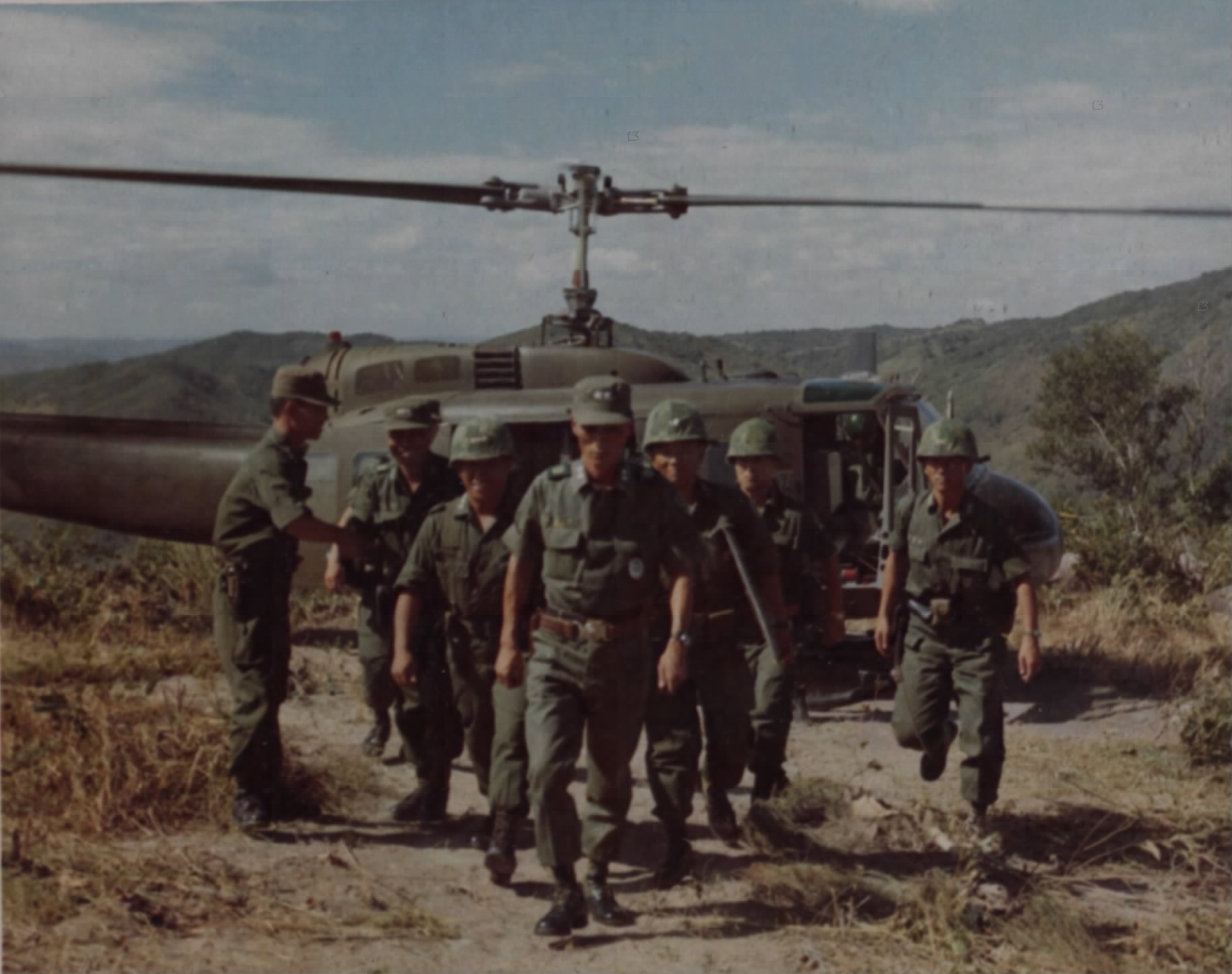
Những người lính của Sư đoàn Mãnh Hổ trong Chiến tranh Việt Nam

Cộng hòa thứ ba bắt đầu có một vai trò ngày càng nổi bật trong chính trị quốc tế và thiết lập quan hệ mới với nhiều quốc gia trên thế giới.
Quan hệ ngoại giao đầu tiên của Hàn Quốc với Nhật Bản được thiết lập dưới thời Cộng hòa thứ ba, và quan hệ Hàn Quốc-Nhật Bản đã được bình thường hóa trong Hiệp ước về Quan hệ cơ bản được ký ngày 22 tháng 7 năm 1965 và trong một thỏa thuận được phê chuẩn vào ngày 14 tháng 8 năm 1965. Nhật Bản đã đồng ý cung cấp một lượng lớn tiền bồi thường, tài trợ và cho vay đối với Hàn Quốc và hai nước bắt đầu hợp tác kinh tế và chính trị.
Cộng hòa thứ ba duy trì mối quan hệ chặt chẽ với Hoa Kỳ và tiếp tục nhận được một lượng lớn viện trợ nước ngoài. Một tình trạng thỏa thuận lực lượng đã được ký kết vào năm 1965, làm rõ tình hình pháp lý của Lực lượng Hoa Kỳ Hàn Quốc, mà Công viên tìm cách đóng quân ở Hàn Quốc mặc dù công khai thúc đẩy tự lực quân sự. Không lâu sau đó, Hàn Quốc tham gia Chiến tranh Việt Nam với tư cách là một chiến binh dưới sự khuyến khích của chương trình Nhiều cờ, cuối cùng đã gửi tổng cộng 300.000 binh sĩ (đội quân nước ngoài lớn thứ hai sau Hoa Kỳ) để chiến đấu cho Việt Nam Cộng hòa chống lại Việt Nam Dân chủ Cộng hòa cộng sản và các đồng minh của họ.
Những nỗ lực lớn hơn để phát triển mối quan hệ ngoại giao với các nước phương Tây và châu Á-Thái Bình Dương đã xảy ra ở Cộng hòa thứ ba, bao gồm cả chuyến thăm cấp nhà nước đầu tiên tới châu Âu của một nguyên thủ quốc gia Hàn Quốc. Trong những năm 1960, Hàn Quốc đã hình thành quan hệ với Bỉ, Hy Lạp, Hà Lan, Bồ Đào Nha, Iceland, Thụy Sĩ, Luxembourg, Áo, Nhà nước Vatican và Malta. Hàn Quốc giữ mối quan hệ mạnh mẽ với Trung Hoa Dân Quốc (Đài Loan) và Tây Đức để đoàn kết chống lại các chính phủ cộng sản đối thủ của họ, Cộng hòa Nhân dân Trung Hoa và Đông Đức, tương ứng. Cộng hòa thứ ba thường từ chối cố gắng thiết lập quan hệ với các nước cộng sản, hầu hết trong số đó không công nhận chính quyền Seoul.